# Handboll
Handboll är en lagsport som (i första hand) spelas mellan två sjumannalag (1 målvakt och 6 utespelare) inomhus, och i mindre omfattning utomhus, och går ut på att spela in bollen i motståndarlagets mål. En handbollsmatch är 2 x 30 minuter för seniorer, medan den för juniorer är 2 x 25 minuter.
Handboll finns med på det olympiska programmet, för herrar sedan 1972 (ingick även 1936) och för damer sedan 1976. VM i handboll spelades för första gången 1938 för herrar och 1957 för damer och spelas (sedan 1993) vartannat år.
Handboll kan även spelas på nationell nivå, på den nivån finns både amatörlag och professionella lag. Lagen spelar i olika serier beroende på geografisk tillhörighet och kvalifikationer.
Beachhandboll är en relativt ny form av handboll som har blivit populär de senaste åren. Den spelas på sand men principen i spelet är densamma utom att man oftast spelar med färre spelare på planen. Man är då max 4 spelare på planen (3 utespelare och 1 målvakt). Planen är oftast mindre än en vanlig inomhusplan.
Under historien spelades handboll sällan utomhus på en gräsmatta med elva spelare i varje lag.

## Historia

En handbollsplan.

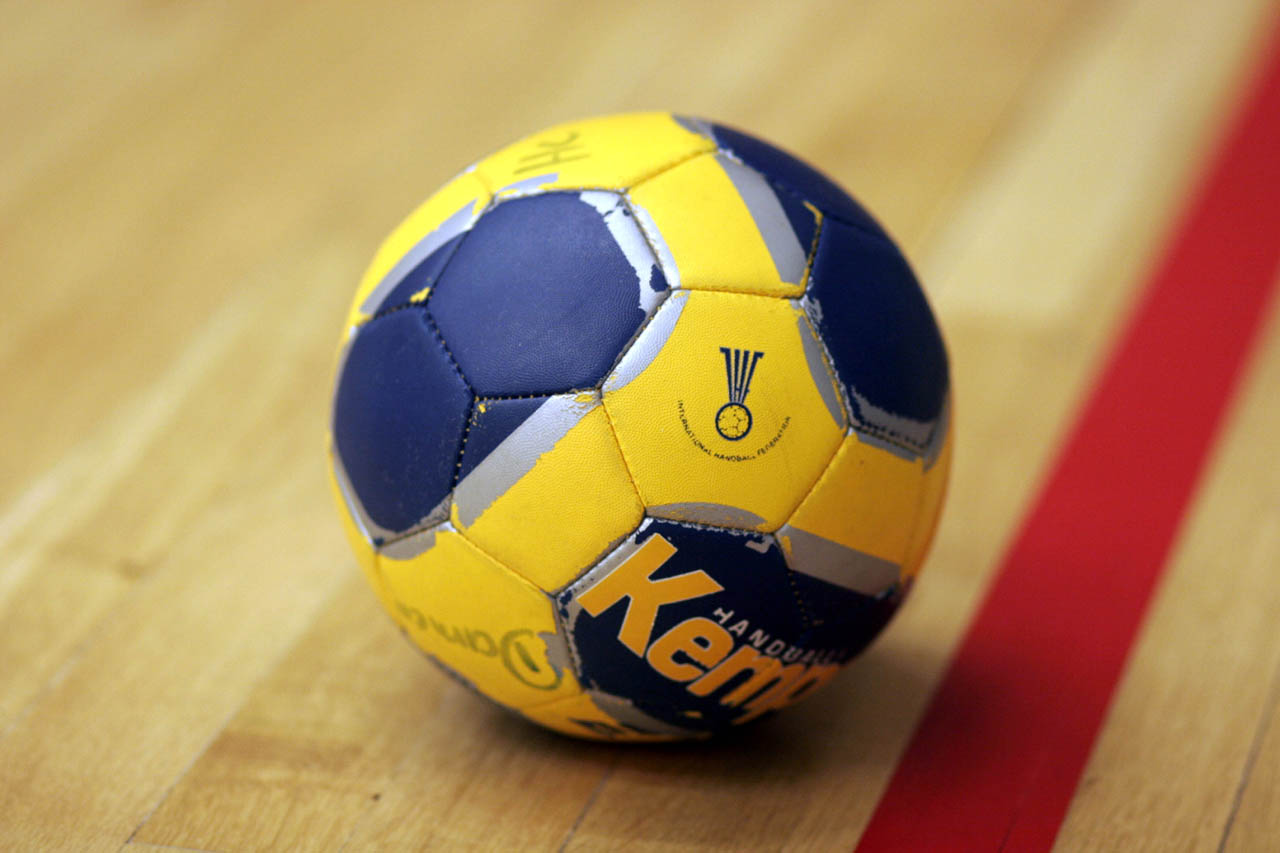
En handboll

Handbollen föddes i slutet av 1890-talet på Ordrups gymnasium i Danmark och från det utvecklades handbollens regler och spelsätt. Det fanns dock redan under antiken liknande spel som urania och harpastum i Romarriket. Även under medeltiden fanns olika liknande spel där man skulle fånga bollen i Europa, Nordafrika och på Grönland. Den handboll som vi idag känner den utvecklades först i slutet av 1800-talet utifrån flera olika bollsporter. Mot slutet av 1800-talet förekom handboll i en form som liknade dagens i Uruguay, Tyskland och Österrike-Ungern (senare Tjeckoslovakien). Då spelades utomhushandboll som träning för gymnaster och som ett sätt för fotbollsspelare att hålla igång mellan säsongerna.
Spelet utvecklades ytterligare i början av 1900-talet i främst Danmark, Tyskland och Sverige där det svenska namnet handboll gav namn åt det internationella begreppet handball.
1906 skapade den danske idrottsläraren och överstelöjtnanten Holger Nielsen det första regelverket i Ordrup utanför Köpenhamn. Bland annat fick man bara inneha bollen under tre sekunder och inte springa med den.
I den fortsatta utvecklingen kom Tyskland att spela en central roll. I Berlin utvecklade Max Heiser handbollen utifrån det spel han skapat för kvinnor, torball, utifrån vilket handbollen formades 1917. Carl Schelenz utvecklade sedan handbollen ytterligare genom att införa regler som tillät närkamper och minskade storleken på bollen. Schelenz ska ha fått inspiration från det tjeckiska spelet hazena. Schelenz lanserade även trestegsregeln. Andra menar att det var Carl Diem som initierade utvecklingen av utomhushandboll. I övrigt tog man över spelplan (stor gräsplan) och antalet spelare (elvamannalag) från fotbollen från vilket handbollens regler och spelsätt utvecklades ytterligare.
1921 vann TSV 1860 Spandau det första tyska mästerskapet.

### Internationella mästerskap
Under 1930-talet började landskamper i handboll att spelas vilket också medförde internationella regler som antogs av de enskilda länderna. Sverige spelade sin första landskamp på stor utomhusplan 1934. I OS gjorde handbollen sin entré 1936 i Berlin där handbollen var med som uppvisningsgren på en utomhusarena med 11 spelare per lag. Tyskland vann den turneringen, samt även 1938 års båda VM-turneringar i inomhus- och utomhushandboll vilka också hölls i Tyskland och var de första VM-turneringarna för herrlandslag.
Efter 1936 blev det ingen olympisk handboll förrän 1972 i München då den återigen inträdde som officiell olympisk gren men nu som 7-manna handboll inomhus. Damerna fick vänta ytterligare fyra år tills de gjorde sin debut på den olympiska scenen 1976 i Montréal.
Det internationella handbollsförbundet International Handball Federation (IHF) bildades den 11 juli 1946. Förbundet hade (2006) 150 medlemsländer.

### Inomhushandbollen tar över helt
Omkring 1960 tappade utomhushandbollen snabbt mark till inomhushandbollen och det sista världsmästerskapet för elvamannalag spelades 1966. Orsakerna var bland annat väderförhållandena som gjorde säsongen kort, särskild i norra Europa, samt de betydligt bättre underlagen i inomhushallarna och det betydligt högre speltempot på den mindre planen. Det fanns nu också hallar att spela i, något som tidigare saknats.
De första årtiondena efter andra världskriget spelades även sjumannavarianten av handboll på utomhusplaner (av den mindre storleken). Orsaken var bland annat den dåvarande bristen på inomhushallar. Från och med 1960-talet fick det allt större antalet inomhushallar (sedan 1950-talet) handbollen för sjumannalag att i princip exklusivt bli en inomhusidrott. I Sverige ordnades SM i utehandboll på stora planer med 11-mannalag till 1961, efter detta på mindre planer med 7-mannalag.

## Regler

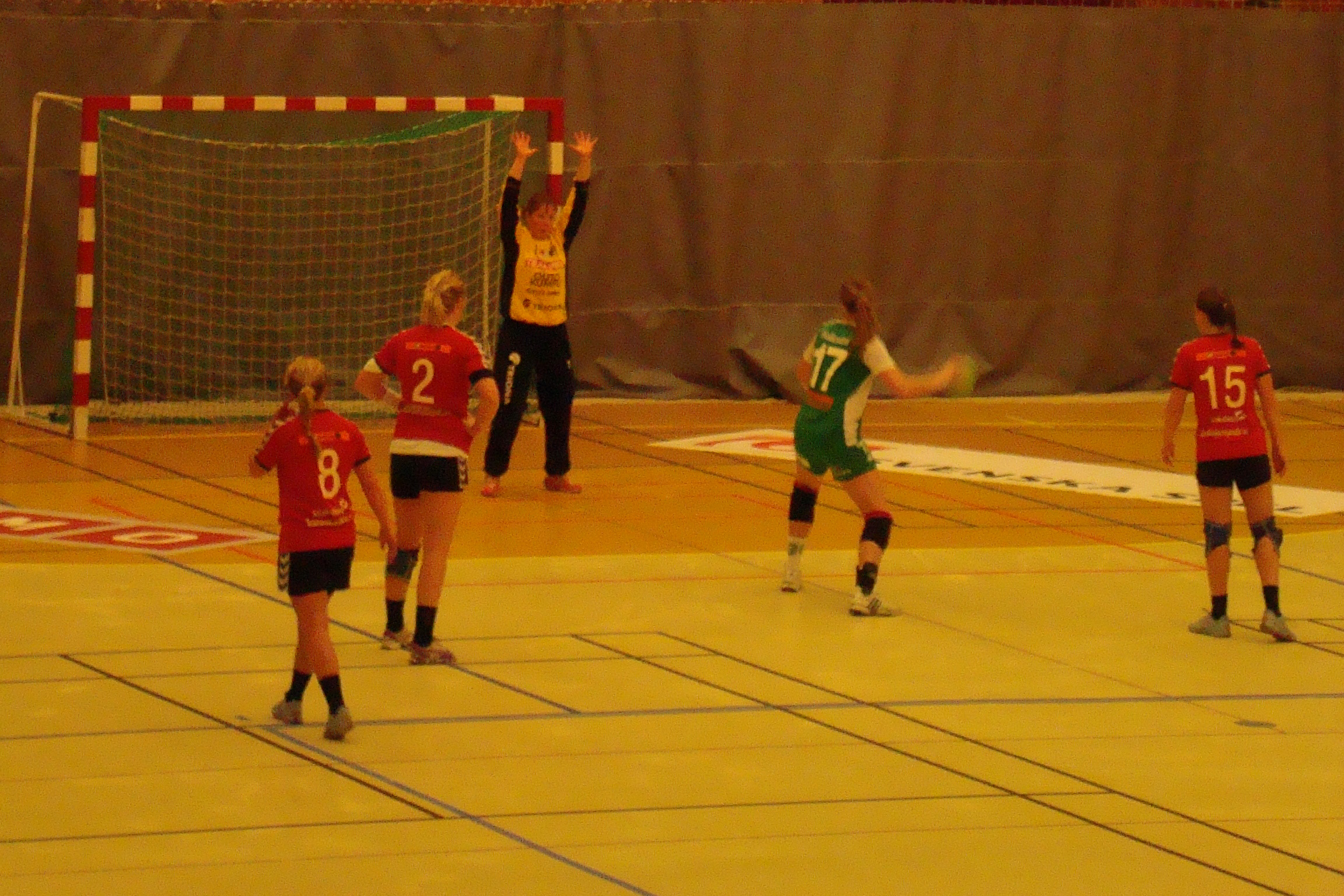
Straffkast

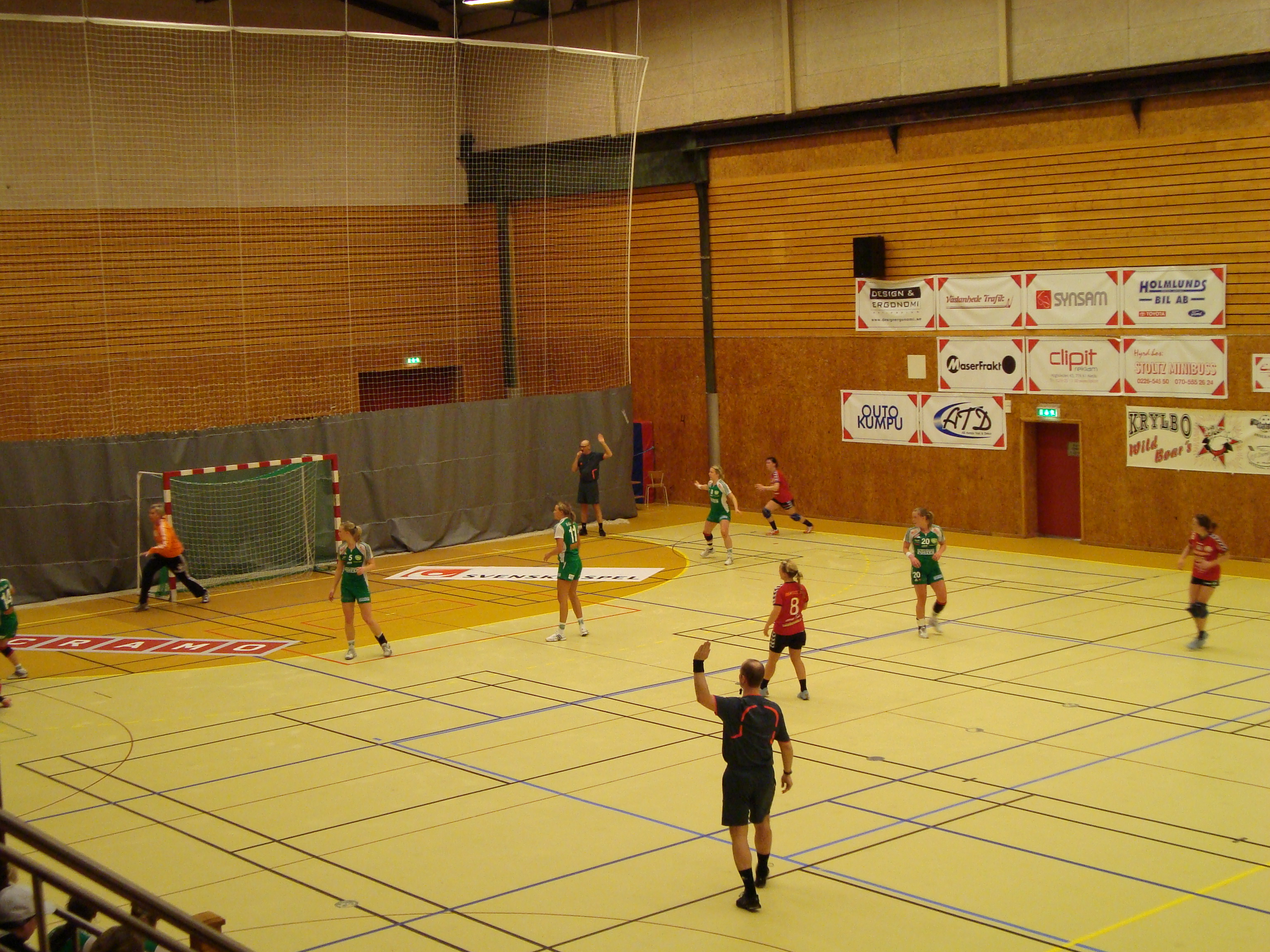
Domarna visar förvarningstecken för passivt spel

De grundläggande reglerna i handboll är att man inte får ta mer än tre steg utan att studsa bollen, man får inte studsa, ta upp bollen och sedan studsa igen, man får inte heller putta med raka armar, rycka i eller slå andra spelare eller säga könsord. Man får inte heller springa på en spelare som står still. Man får däremot spärra med kroppen och utöva kroppskontakt med vinklade armar.
Lagen spelar i 60 minuter uppdelat på två halvlekar. Planen är 40 meter lång och 20 meter bred. Bollen och samtliga inbytta spelare måste vara innanför planens ytterlinjer. Mitt på vardera kortsida finns ett mål som är 3 meter brett och 2 meter högt (innermått). Stolpar och ribba ska vara 8 cm breda. Utespelare får inte vidröra golvet närmare än 6 meter från målet och målvakten får inte passera denna linje med boll. Går bollen utanför planen döms inkast (längs planens lång- och kortsida). Är det försvarande lagets målvakt eller anfallande utespelare sist på bollen när bollen går ut längs kortsidan döms dock målvaktskast, det vill säga att målvakten påbörjar spelet innanför målgårdslinjen (sexmeterslinjen).
Bollen är 58–60 cm i omkrets och väger 425–475 gram när herrar spelar. Motsvarande mått för dambollar är 54-56 cm och 325–400 gram.  
Frikast döms om en spelare gör en regelförseelse. Kastet ska läggas där förseelsen ägde rum, dock utanför den streckade frikastlinjen (niometerslinjen). Straffkast döms vid förhindrande av klar målchans antingen av försvarande spelare, åskådare som beträder planen eller använder en visselpipa eller av felaktig domaravblåsning. Om anfallande spelare anses ha kontroll över boll och balans döms straffkast, om bollen inte är under kontroll men försvarande lag stoppar en målchans så döms ett frikast till anfallande laget. Även force majeure-händelser vid klar målchans, såsom att taklamporna slutar fungera leder till straffkast. Straffkast döms också om en utespelare täcker skott innanför målgårdslinjen (sexmeterslinjen). Straffkastet utförs av en spelare (utespelare eller målvakt), bakom straffkastlinjen (sjumeterslinjen). Ej deltagande utespelare måste stå utanför frikastlinjen (för försvarare gäller minst 3 meter från bollen). Målvakten måste befinna sig högst fyra meter från målet (målvaktens begränsningslinje).
Man får inte heller hålla ett för lågt tempo; upplever domarna att det anfallande laget tar för lång tid på sig höjer de ena handen till varning för passivt spel. Efter varning för passivt spel har anfallande lag bara 4 passningar innan de ska göra ett avslutande skott på mål. Utdelas varning eller utvisning till försvarande lag under varning för passivt spel så upphör varningen för passivt spel. Om anfallande lag kommer till avslut där försvarande lags målvakt tvingas till räddning upphör likaså passivt spel. Gör anfallande laget ingen ansats till att försöka göra mål så går bollen över till försvarande lag genom ett frikast. Passivt spel kan även dömas om en spelare till exempel avstår från att skjuta i ett klart skottläge.

## Handboll i världen
Handboll är framför allt populärt i Europa, Asien och norra Afrika.

### Internationella mästerskap

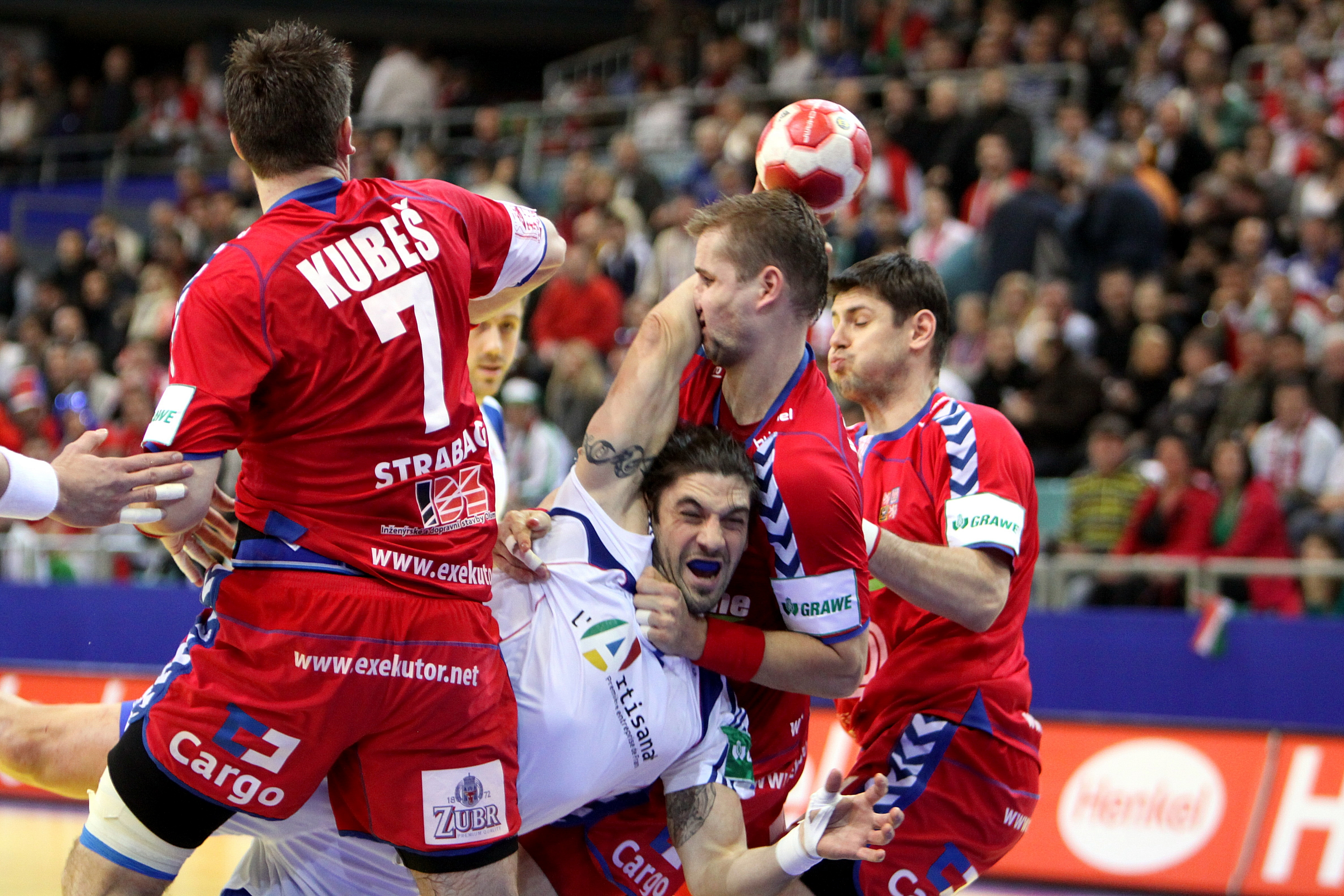
Tjeckien mot Frankrike i Euopamästerskapet för herrar 2010.

11-mannahandboll utomhus för herrar fanns på olympiska programmet 1936. Sedan 1972 (herrar) och 1976 (damer) är 7-mannahandboll OS-gren. 
Det första officiella världsmästerskapet i handboll för herrar arrangerades 1938, både 11-manna utomhus och 7-manna inomhus, i det sistnämnda deltog fyra länder och matcherna spelades i 2 x 10 minuter.
Världsmästerskap i 11-mannahandboll utomhus arrangerades 1938–1966. Dam-VM 11-manna utomhus spelades 1949, 1956 och 1960. Damerna spelade VM utomhus också 1957 och 1962, dock med 7-mannalag.
Av 7 utomhus-VM för herrar vann Sverige 1948. Övriga vanns av Tyskland/Västtyskland 1938, 1952, 1955 och 1959 och 1966 samt Östtyskland 1963. På damsidan vann Rumänien tre av de fem utomhusmästerskapen.
Det första VM-slutspelet inomhus i fullformat för herrar anordnades i Sverige 1954, med värdlandet som vinnare. 1976–1992 hölls även B-VM och C-VM. Damernas första officiella VM spelades 1957. Sedan 1993 arrangeras VM varje udda år, i början av året för herrar och i slutet av året för damer.
På herrsidan har Europa dominerat totalt och hittills tagit nästan samtliga mästerskapsmedaljer. Sydkorea tog silver i sitt hemma-OS 1988. Qatar lyckades ta VM-silver i sitt hemmamästerskap 2015 men det var med många "värvade" utländska spelare som nationaliserats. Utöver dessa silver har Nordafrika varit närmast att ta medalj; Egypten (2001) och Tunisien (2005) har slutat på fjärde plats i VM.
Frankrike är det landslag som vunnit flest VM (6 titlar). Sverige har dock vunnit fler medaljer i VM (12 st).
Även på damsidan dominerar Europa men de övriga kontinenterna närmar sig och Sydkorea var en toppnation (VM-guld 1995 och OS-guld 1988 samt 1992). Brasilien lyckades ta VM-guld i VM 2013 i Serbien. Ryssland har vunnit flest VM (4 titlar), Norge har dock vunnit flest medaljer (10 st).

### Sverige
Den svenska handbollens så kallade ”fader” var Göran Wahlström som introducerade spelet omkring 1910 i Karlskrona. Svenska Handbollförbundet, som organiserar handbollen i Sverige, bildades 1930 och valdes in i Riksidrottsförbundet 1931. Förbundets kansli ligger i Stockholm i Sverige. Sverige representeras i handbollsmästerskap av Sveriges herrlandslag i handboll (på herrsidan) och Sveriges damlandslag i handboll (på damsidan).
De högsta serierna är Handbollsligan herr och Handbollsligan dam, tidigare Allsvenskan/Elitserien och Svensk handbollselit (för damer). Allsvenskan för herrar spelas från 1934 och nationell allsvensk serie för damer dröjde ända till 1971-1972.

### Tyskland

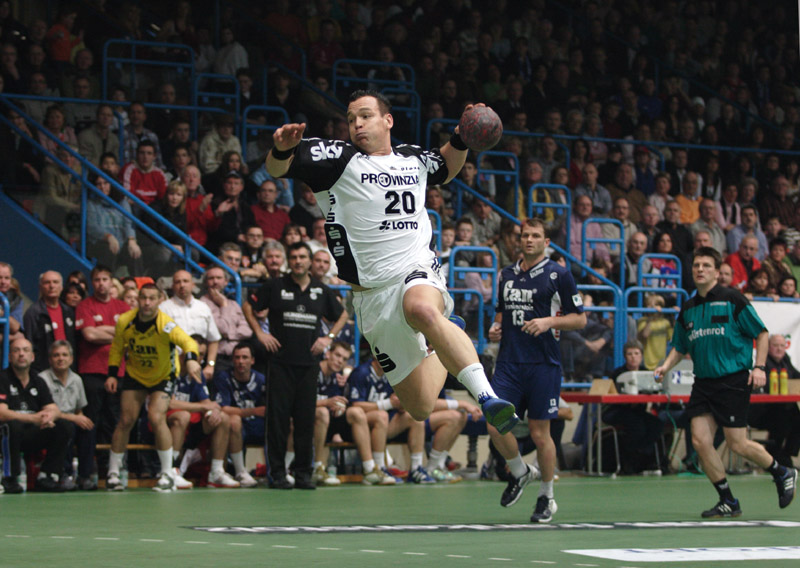
Spelscen från Bundesliga med Christian Zeitz.

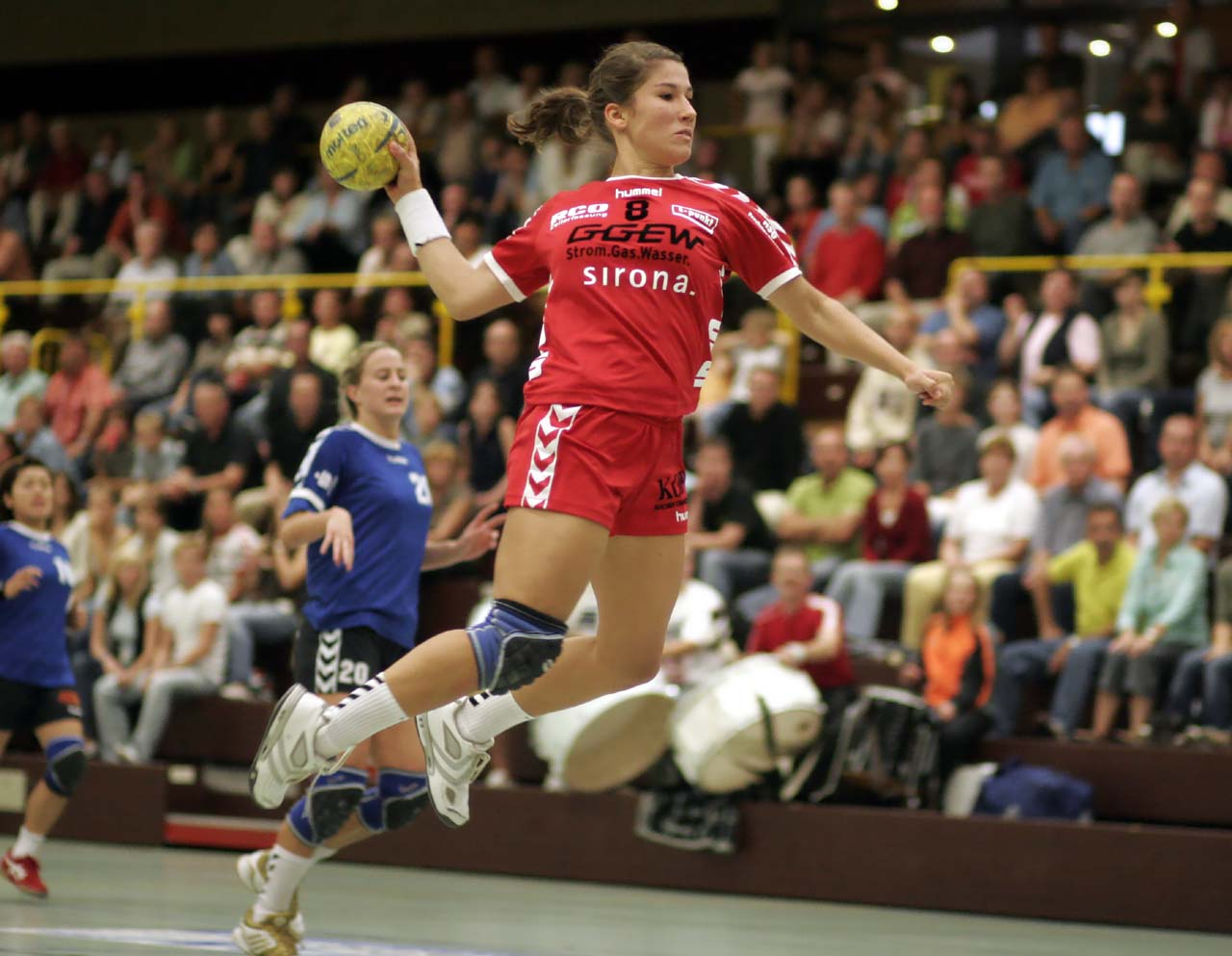
Mara Friton i matchen mellan HSG Bensheim/Auerbach och SC Riesa.

Tysklands handbollsförbund Deutscher Handballbund grundades den 1 oktober 1949. 1965 grundades Tysklands högsta handbollsdivision Handball-Bundesliga. Varje år sedan 1978 då Förbundsrepubliken Tysklands herrlandslag i handboll blev världsmästare för andra gången utdelas utmärkelsen Årets handbollsspelare i Tyskland.

### Förbund
Det internationella handbollsförbundet IHF bildades den 11 juli 1946 och organiserar internationell handboll.
| Världsdel                  | Federation | Landslagstävlingar                                                                                 | Klubbtävlingar |
| -------------------------- | ---------- | -------------------------------------------------------------------------------------------------- | --- |
| Världen                    | IHF        | VM i handboll för herrar VM i handboll för damer                                                   | |
| Afrika                     | CAHB       | Afrikanska mästerskapet i handboll för herrar Afrikanska mästerskapet i handboll för damer         | |
| Asien                      | AHF        | Asiatiska mästerskapet i handboll för damer Asiatiska mästerskapet i handboll för herrar           | |
| Europa                     | EHF        | EM i handboll för herrar EM i handboll för damer                                                   | EHF Champions League (damer) EHF Champions League (herrar) EHF-cupen Challenge Cup Europeiska Supercupen i handboll Den sista cupen spelas inte längre |
| Nordamerika och Sydamerika | PATHF      | Panamerikanska mästerskapet i handboll för herrar Panamerikanska mästerskapet i handboll för damer | |
| Oceanien                   | OHF        | Oceaniska mästerskapet i handboll                                                                  | |